# Contea di Prades
La Contea di Prades (in catalano Comtat de Prades, in latino Comitatus de Prades, in spagnolo Condado de Prades) fu uno stato feudale esistito in Catalogna, che comprendeva i territori dei comuni spagnoli di Alcover, Arbolí, Capafonts, Cornudella de Montsant, L'Albiol, L'Espluga de Francolí, La Febró, La Riba, Montblanc, Mont-ral, Prades, Vallclara, Vilaplana, Vilanova de Prades, Vilaverd e Vimbodí i Poblet, da cui trae origine il titolo nobiliare aragonese di Conte di Prades.

## Storia
L'istituzione della Contea di Prades risale al XIV secolo da parte del re Giacomo II d'Aragona, che con privilegio del 6 maggio 1324 investì il figlio l'Infante Raimondo Berengario (1308-1366) del titolo di I conte delle Montagne di Prades. Detta contea, comprendeva anche la Baronia di Entenza, ed era situata nella parte settentrionale dell'odierna Catalogna, che nel 1146 venne liberata dall'occupazione musulmana da parte delle truppe cristiane, e nella quale, un anno prima il conte Raimondo Berengario IV di Barcellona vi fondò il castello di Siurana.
Raimondo Berengario tenne il possesso della Contea di Prades fino al 1341, quando la permutò con la Contea di Empúries, posseduta dal fratello Pietro, conte di Ribagorza (1305-1381). ll possesso del feudo da parte del Ribagorza durò fino al 1358, quando questi si ritirò a vita religiosa, e gli succedette il figlio terzogenito Giovanni (1335-1414).
Gli Aragona tennero il possesso della Contea fino al 1441, con la contessa Giovanna d'Aragona e Cabrera, ultima discendente del ramo di Prades, che sposò il conte Giovanni Raimondo Folch II de Cardona. Dai Cardona nel XVII secolo passò per successione ai Fernández de Córdoba dei Duchi di Medinaceli.
La Contea di Prades fu soppressa nel 1843, durante il Regno di Isabella II di Spagna, quando il feudalesimo venne abolito secondo le disposizioni contenute nella Costituzione spagnola del 1812. Il titolo ad esso relativo fu in possesso dei Fernández de Córdoba fino a Victoria Eugenia, XVIII duchessa di Medinaceli, morta nel 2013. Sua primogenita era Ana de Medina y Fernández de Córdoba (1940-2012), e con quest'ultima il titolo finì al casato tedesco dei principi di Hohenlohe-Langenburg, avendo sposato nel 1961 Max Emanuel di Hohenlohe-Langenburg (1931-1994), figlio del Principe Maximilian Egon.

## Cronotassi dei Conti di Prades

### Periodo feudale
- Raimondo Berengario d'Aragona e Angiò (1324-1341)
- Pietro d'Aragona e Angiò (1341-1358)
- Giovanni d'Aragona e Foix (1358-1414)
- Giovanna di Prades (1414-1441)
- Giovanni Raimondo Folch I di Cardona (1441-1486)
- Giovanni Raimondo Folch II di Cardona (1486-1513)
- Ferdinando I Folch di Cardona (1513-1543)
- Giovanna Folch di Cardona (1546-1564)
- Francisco de Aragón y Folch de Cardona (1564-1572)
- Juana de Aragón y Folch de Cardona (1572-1608)
- Enrique de Aragón Folc de Cardona y Córdoba (1608-1640)
- Luis Fernández de Cardona y Córdoba (1640-1670)
- Joaquín Fernández de Cardona y Córdoba (1670-1670)
- Pedro Antonio Ramón Folch de Cardonaueroa (1670-1690)
- Catalina Fernández de Cardona y Córdoba (1690-1697)
- Luis Francisco de la Cerda y Aragón (1697-1711)
- Nicolás Fernández de Córdoba y de la Cerda (1711-1739)
- Luis Antonio Fernández de Córdoba y Spínola (1739-1768)
- Pedro de Alcántara Fernández de Córdoba y Moncada (1768-1789)
- Luis María Fernández de Córdoba y Gonzaga (1789-1806)
- Luis Joaquín Fernández de Córdoba y Benavides (1806-1840)
- Luis Tomás Fernández de Córdoba Ponce de León (1840-1843)

### Periodo post-feudale
- Luis Tomás Fernández de Córdoba Ponce de León (1843-1873)
- Luis María de Constantinopla Fernández de Córdoba y Pérez de Barradas (1873-1879)
- Luis Jesús Fernández de Córdoba y Salabert (1881-1956)
- Victoria Eugenia Fernández de Córdoba y Fernández de Henestrosa (1959-2013)
- Victoria Elisabeth de Hohenlohe-Langenburg y Schmidt-Polex (2018-)